# V451
V451, відома також під назвою SARS-CoV-2 Sclamp — кандидат на вакцину проти COVID-19, який розроблений Квінслендським університетом та австралійською фармацевтичною компанією «CSL Limited». Для розробки кандидата на вакцину використовувалась технологія молекулярних затискачів, розроблена в Квінслендському університеті, та імунологічний ад'ювант MF59.

## Припинення розробки
Клінічні дослідження вакцини скасовані 11 грудня 2020 року після помилково позитивних тестів на ВІЛ у частини учасників дослідження I фази вакцини. У рамках розробки вакцини дослідники додали фрагмент одного з білків вірусу ВІЛ як новаторську технологію молекулярного затискача, що призвело до виникнення часткової імунної відповіді до ВІЛ, що може спричинити похибку скринінгових тестів на ВІЛ. За 9 днів до припинення розробки V451, 2 грудня 2020 року у Великій Британії видано перший дозвіл на екстрене використання вакцини проти COVID-19 виробництва компаній «Pfizer» та «BioNTech». Після припинення розробки V451 потужності виробництва вакцин компанії «CSL Limited» були перенаправлені на виробництво вакцини Оксфордського університету та компанії «AstraZeneca».